# Kramat (Pemalang)
Kramat is een bestuurslaag in het regentschap Pemalang van de provincie Midden-Java, Indonesië. Kramat telt 2396 inwoners (volkstelling 2010).